# 백자 청화매조죽문 병
백자 청화매조죽문 병(白磁 靑畵梅鳥竹文 甁)은 청색 안료로 매화, 대나무, 새를 그려넣은, 조선 백자 병이다.

## 특징
입 부분이 나팔처럼 벌어지고, 어깨에서부터 벌어져 몸통에서 중심을 이루어, 몸체는 부드럽고 힘이 넘치며 직립한 높은 굽과 잘 어울리고 있다. 몸통 양면에 오래된 매화나무와 대나무를 그렸는데, 매화나무 가지에는 꽃이 피고 새 두 마리가 앉아 있다. 대나무 밑에는 어린 죽순이 자라고 있는 모습을 청화로 능숙하게 그려 솜씨 좋은 화원의 그림임을 짐작케 한다. 유약은 투명한 회백색으로 전면에 발라졌으며, 일부 변색되어 있다.
이 병은 1967년 경기도 시흥군 과천면(현 경기도 과천시)에 위치한 이해(李荄, 1650년 ∼ 1660년)의 묘를 이장할 때 발견된 것이다. 16세기 전반 광주의 도마리 무갑리 등의 가마에서 우아하고 기품 있게 그려진 조선 초기의 대표적인 작품의 하나이다.

## 참고 자료
본 문서에는 서울특별시에서 지식공유 프로젝트를 통해 퍼블릭 도메인으로 공개한 저작물을 기초로 작성된 내용이 포함되어 있습니다.